# Robert Guy
Robert Guy (* 21. Februar 1964) ist ein ehemaliger Sprinter aus Trinidad und Tobago, der sich auf den 400-Meter-Lauf spezialisiert hatte.
1995 gewann er bei den Panamerikanischen Spielen in Mar del Plata Bronze in der 4-mal-400-Meter-Staffel.
Bei den Olympischen Spielen 1996 schied er über 400 m im Vorlauf aus.
Seine persönliche Bestzeit von 45,61 s stellte er am 25. Mai 1996 in Riverside auf.